# 맨슈어 올슨
맨슈어 올슨(Mancur Olson, 1932년 1월 22일 - 1998년 2월 19일)은 미국의 경제학자로, 이익집단의 연구로 알려져 있다. 저서로는 1965년 《집단행동의 논리》(The Logic of Collective Action)가 있다.
《집단행동의 논리》(The Logic of Collective Action)에서 올슨은 조직의 목적을 구성원의 이익을 증대시키는 것으로 보고, 공공 선택론을 발전시켰다.
1982년, 그는 《국가의 흥망성쇠》를 내놓았다. 그는 로비 단체를 결성하고 자신들에게 유리한 정책에 영향력을 행사할 수 있는 동기가 있다고 주장한다. 이러한 정책들은 보호주의적인 경향이 있어 경제 성장을 해칠 것이다; 그러나 그러한 정책의 혜택이 집중되고, 그 비용이 전체 인구에 분산되기 때문에, 이에 대한 대중의 반발이 거의 없을 것이다. 분배연정이 누적되면서 이에 따른 부담을 안고 있는 국가들은 경제 쇠퇴에 빠질 수밖에 없다.
올슨은 마지막 저서 《지배권력과 경제번영》(2000)에서 특히 폭정, 무정부, 민주주의 등 다양한 형태의 정부들이 갖는 경제적 효과를 구분했다. 올슨은 무정부 상태에서는 "떠돌이 도적"이 도둑질하고 파괴할 인센티브만 가지고 있는 반면, 폭군인 "정지된 도적"은 그 성공의 혜택을 받을 수 있을 만큼 오랫동안 권력을 유지하기를 기대하기 때문에 어느 정도 경제적 성공을 장려할 인센티브가 있다고 주장했다. 이에 따라 정지해 있는 도적은 돌아다니는 도적들로부터 시민들과 그들의 재산을 보호하는 정부 기능을 맡게 된다. 올슨에 의하면, 민주주의는 국민의 뜻에 부합하는 사람들에게 권력을 줌으로써 좋은 정부에 대한 인센티브를 향상시켜준다.